# Deborah Hughes Hallett
Deborah J. Hughes Hallett é uma matemática, professora da Universidade do Arizona. É especialista no ensino de matemática em graduação. Lecionou como professora em prática do ensino de matemática na Universidade Harvard, continuando a manter uma afiliação com Harvard como professora adjunta de políticas públicas da John F. Kennedy School of Government.
Foi palestrante convidada do Congresso Internacional de Matemáticos em Zurique (1994).